# FN P90
El FN P90, también conocido como FN Project 1990 PDWS, es un subfusil y una arma de defensa personal compacta (PDW) diseñada y fabricada por FN Herstal en Bélgica. Creado en respuesta a las solicitudes de la OTAN para un reemplazo de armas de fuego 9×19mm Parabellum, el P90 fue diseñado como un arma de fuego compacta pero poderosa para tripulaciones de vehículos, operadores de armas servidas por la tripulación, personal de apoyo, fuerzas especiales y grupos antiterroristas.
Diseñado en conjunto con la pistola FN Five-seveN y la munición FN 5.7×28mm, el desarrollo del arma comenzó en 1986 y la producción comenzó en 1990 (de donde se deriva el "90" en su nombre), con lo cual la munición 5.7×28mm fue rediseñada y acortada. En 1993 se introdujo una versión modificada del P90 con un cargador adaptado para usar la nueva munición, y la pistola Five-seveN se introdujo posteriormente como arma compañera con la misma munición de 5.7×28mm.
Con un diseño bullpup compacto con una mira reflex integrada y controles totalmente ambidiestros, la P90 es un arma poco convencional con una apariencia futurista. Su diseño incorpora varias innovaciones, como un cargador único montado en la parte superior y municiones de 5.7×28mm de pequeño calibre y alta velocidad de FN. Las características integradas adicionales incluyen láser intercambiable visible o infrarrojo y fuente de luz de tritio.
El P90 está actualmente en servicio con fuerzas militares y policiales en más de 40 países, como Austria, Brasil, Canadá, Francia, Grecia, India, Malasia, Polonia y Estados Unidos. En los Estados Unidos, el P90 está en uso con más de 200 agencias de aplicación de la ley, incluido el Servicio Secreto de los Estados Unidos. Si bien se desarrolló e inicialmente se comercializó como PDW, también se puede considerar un subfusil o un fusil de asalto compacto. En los Estados Unidos, el fuego selectivo estándar P90 está restringido a los militares, la policía o los titulares de ciertas licencias federales de armas de fuego (FFL) con el Impuesto especial de ocupación (SOT). Desde 2005, se ofrece una versión semiautomática a usuarios civiles como la PS90.

## Historia

### Desarrollo
El P90 y su munición de 5.7×28mm fueron desarrollados por FN Herstal en respuesta a las solicitudes de la OTAN de reemplazar el cartucho 9×19mm Parabellum y las pistolas y subfusiles asociados. La OTAN solicitó dos tipos de armas compartidas para un nuevo cartucho: uno de arma de hombro y el otro de mano. Según la OTAN, estas nuevas armas, llamadas armas de defensa personal (PDW por sus siglas en inglés de personal defense weapon), debían proporcionar "protección personal en situaciones de último recurso cuando el usuario está directamente en peligro por el enemigo [...]". En 1989, la OTAN publicó el documento D / 296, que describe una serie de especificaciones preliminares para estas armas:
- El nuevo cartucho debía tener mayor alcance, precisión y rendimiento terminal que el cartucho de 9×19mm.[15] Además, debía ser capaz de penetrar la armadura corporal.[15]
- El arma de defensa personal disparada con el hombro debía pesar menos de 3 kg, con una capacidad de cargador de al menos 20 rondas de munición.[15]
- El arma de mano de defensa personal (pistola) debía pesar menos de 1 kg, aunque se consideraba deseable un peso de 700 g; debía tener una capacidad de cargador de al menos 20 rondas de munición.[15]
- Ambas armas debían ser lo suficientemente compactas como para llevarlas con las manos libres a la persona del usuario en todo momento, ya sea en la cabina de un vehículo o en la cabina de un avión, y debían funcionar de manera efectiva en todos los entornos y condiciones climáticas.[15]

FN Herstal fue el primer fabricante de armas pequeñas en responder a los requisitos de la OTAN; FN comenzó desarrollando un arma de defensa personal de hombro, la P90, junto con un cartucho de calibre pequeño y alta velocidad de 5.7×28mm. El cartucho original de 5.7×28mm, llamado SS90, entró en producción con el P90 en 1990. El SS90 impulsó un proyectil de núcleo de plástico de 1.5 g del P90 a una velocidad de salida de aproximadamente 850 m/s. Poco después de su introducción, el P90 fue adoptado y utilizado en servicio con el grupo belga de fuerzas especiales en la Guerra del Golfo de 1991.
Tras la introducción del P90, FN revisó la munición de 5.7×28mm. La nueva variación, designada SS190, utilizó un proyectil 2.7 mm más corto que el SS90. Esto permitió su uso más conveniente en la pistola FN Five-seven de 5.7×28mm, que estaba en desarrollo en ese momento. El proyectil SS190 tenía un mayor peso y una construcción más convencional con un núcleo de aluminio y acero. Los primeros prototipos del SS190 se crearon en 1992, y el diseño se finalizó en 1993, reemplazando al SS90. En el mismo año, se introdujo una versión modificada del P90, con un cargador adaptado para usar la munición acortada. Se desarrollaron varias variaciones especiales de cartuchos, como la munición trazadora L191 y la subsónica SB193 para usar con un P90 con supresión de sonido.

### Evolución de la OTAN
En 2002 y 2003, la OTAN realizó una serie de pruebas con la intención de estandarizar un cartucho PDW como reemplazo del cartucho 9×19mm Parabellum. Las pruebas compararon los méritos relativos del cartucho FN 5.7×28mm y el cartucho HK 4.6x30mm, que fue creado por el fabricante alemán de armas pequeñas Heckler & Koch como competidor de los 5.7×28mm. Los resultados de las pruebas de la OTAN fueron analizados por un grupo formado por expertos de Canadá, Francia, el Reino Unido y los Estados Unidos, y la conclusión del grupo fue que el 5.7×28mm era "indudablemente" el cartucho más eficiente. Sin embargo, la delegación alemana y otros rechazaron la recomendación de la OTAN de que se estandarice 5.7×28mm, deteniendo el proceso de estandarización indefinidamente. Como resultado, los cartuchos de 4.6×30mm y 5.7×28mm (y las armas asociadas) han sido adoptados independientemente por varios países de la OTAN, según su preferencia; el P90 está actualmente en servicio con fuerzas militares y policiales en más de 40 países de todo el mundo.

### Presente
El desarrollo posterior del P90 llevó a la creación del modelo P90 TR, que tiene una interfaz de triple riel MIL-STD-1913 para el montaje de accesorios. Este modelo se introdujo a fines de 1999 y continúa ofreciéndose junto con el P90 estándar. Más recientemente, el P90 se ha ofrecido a tiradores civiles como el PS90, una carabina semiautomática destinada a la protección personal y el uso deportivo.

## Historial de combate
En 1997, los P90 fueron usados en combate por el Grupo de Fuerzas Especiales del Ejército Peruano, durante la Operación Chavín de Huantar, concretamente en el rescate de rehenes en la residencia del embajador japonés en Lima, al final de la indicada crisis. La operación resultó exitosa: los 14 guerrilleros del grupo MRTA fueron eliminados y 71 rehenes fueron rescatados. Los terroristas del MRTA, quienes tomaron los rehenes, estaban equipados con chalecos antibala, pero estos fueron perforados por los P90 de las Fuerzas Especiales peruanas. En el 2011, el P90 fue usado por las fuerzas del dictador libio Muamar Gadaffi, durante la guerra civil e incluso algunos de ellos fueron capturados y usados por las fuerzas rebeldes libias.

## Variantes

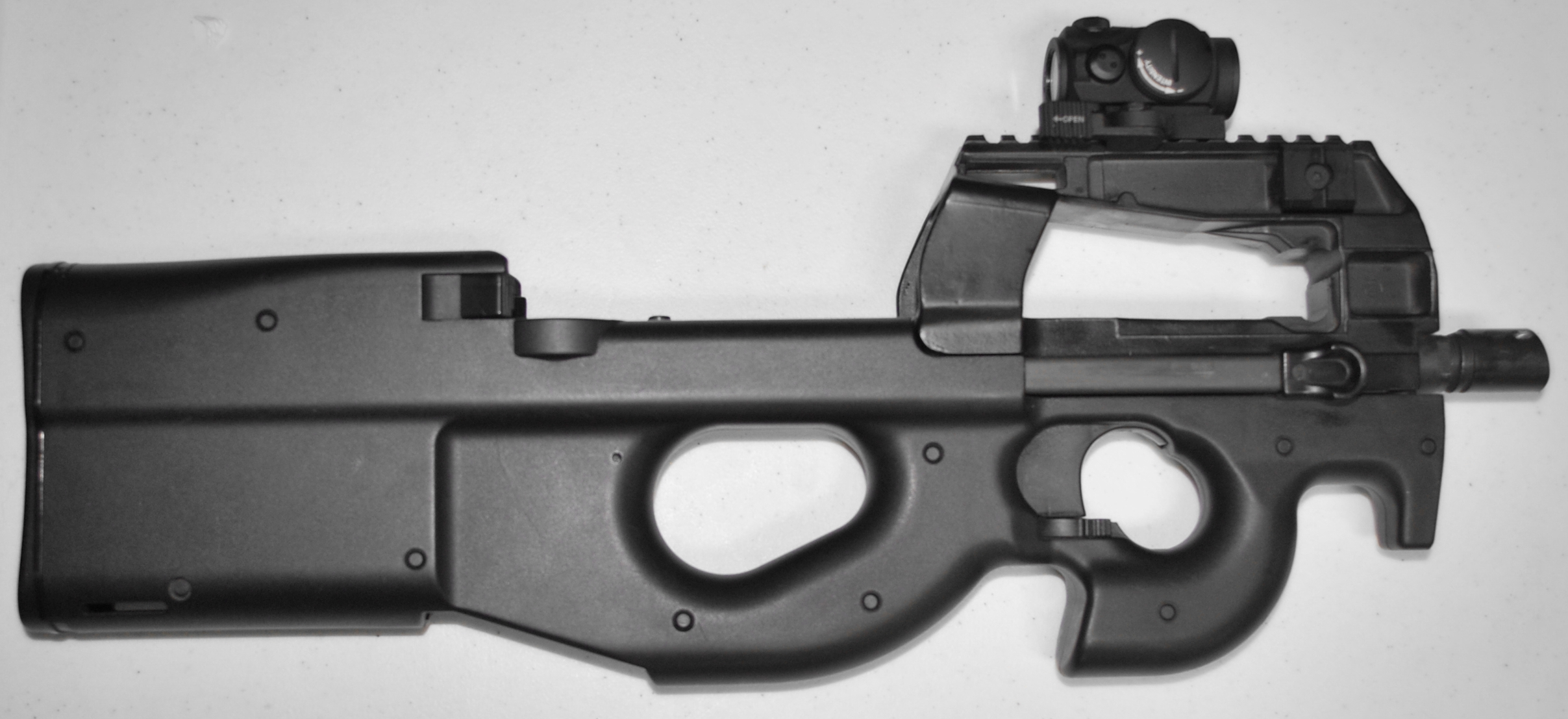
P90 TR

- P90 TR (versión con rieles tácticos incorporados)
- P90 USG (versión adaptada al Servicio Secreto estadounidense)
- P90 LV (versión con mira láser)
- P90 IR (versión con mira láser infrarroja)
- S-P90  (versión con silenciador Gemtech)

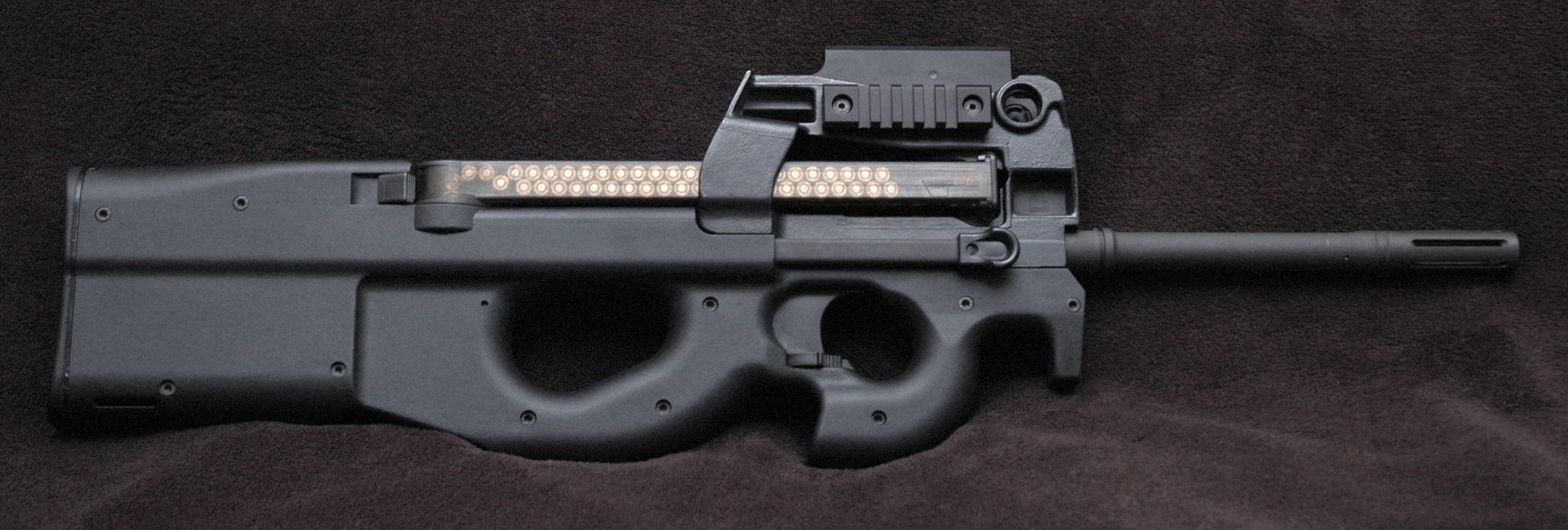
PS90

- PS90 (versión civil semiautomática)

## Usuarios

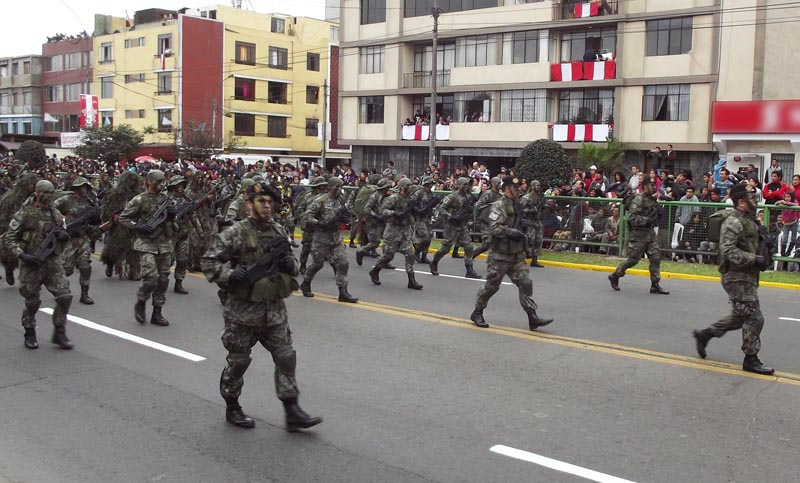
Fuerzas especiales peruanas que llevan P90s durante un desfile en 2012

El P90 se ha ofertado para la exportación a fuerzas militares y policiales. Su venta a civiles está prohibida en muchos países, debido a su capacidad de fuego automático y su cañón corto, si bien existe la versión PS90, con cañón largo (407 mm), modo de disparo semiautomático solamente y munición no perforante (SS193), a la venta en Estados Unidos. Aquí se listan a los diferentes cuerpos de seguridad y/o instituciones del estado de defensa que han adoptado el P90:
- Bélgica

Unidades especiales de la Policía Federal y el Grupo de Fuerzas Especiales del Ejército Belga.
- Arabia Saudita

Fuerzas especiales.
- Argentina

Agrupación de Buzos Tácticos
Policía de Seguridad Aeroportuaria
Escuadrón Alacrán
- Brasil

Batallón de Operaciones Policiales Especiales (BOPE) de Río de Janeiro.
- Colombia

Comandos Jungla, Batallón Guardia Presidencial, Fuerza de despliegue rápido (Fuerza de tarea Omega) y otras Fuerzas Especiales del Ejército colombiano.
- Canadá

Joint Task Force 2.
- Chile

Ejército de Chile: Fuerzas Especiales, Cuerpo de Infantería de Marina.
- Chipre

Guardia Nacional Chipriota.
- España

Ejército del Aire de España: Escuadrón de Apoyo al Despliegue Aéreo (EADA), Segundo Escuadrón de Apoyo al Despliegue Aéreo (SEADA), Escuadrón de Zapadores Paracaidistas (EZAPAC)
Armada Española:  Unidad de Operaciones Especiales (UOE), Fuerza de Guerra Naval Especial (FGNE)
Varios Grupos de Operaciones Especiales del Ejército de Tierra de España
Cuerpo Nacional de Policía: Grupo Especial de Operaciones (GEO)
Guardia Civil: Unidad Especial de Intervención (UEI)

- Estados Unidos

Servicio Secreto de los Estados Unidos.
- Filipinas

Fuerzas Armadas de Filipinas. Special Action Force.
- Francia:

GIGN y RAID.
- Grecia

Guardacostas Griegos.
- Guatemala

Fuerzas Especiales de la República Guatemalteca - Agrupación de Elite PNC
Kaibiles
- Indonesia

Kopassus.
- Irlanda

Army Ranger Wing.
- Malasia

Paskan.
- Marruecos

GISGR: Groupement d'Intervention et de Sécurité de la Gendarmerie Royale.
- México

Unidades de las Fuerzas Especiales (FES) de la Armada de México
Cuerpo de Fuerzas Especiales de México del Ejército Mexicano
- Países Bajos

Bijzondere Bijstands Eenheid y las unidades antiterroristas Korps Commando Troepen.
- Pakistán

Ejército de Pakistán Special Services Group.
- Panamá

Servicio de Protección Institucional (SPI).
- Perú

Fuerzas Especiales de la Marina de Guerra del Perú.
- Portugal

Grupo de Operações Especiais.
- República Dominicana

Servicio General de Inteligencia (G-2)
Unidad Antiterrorista del Ejército
- Singapur

Comandos de Singapur.
- Tailandia

Unidades especiales del Real Ejército Tailandés.
- Venezuela

Cuerpo de Investigaciones Científicas, Penales y Criminalísticas
Brigada de Acciones Especiales
CONAS
GAC
Comandos de Mar
Servicio Bolivariano de Inteligencia Nacional

### Subfusiles similares
- Heckler & Koch MP7